# Ashes Tour 1930
Die Ashes Tour 1930 war die Tour der australischen Cricket-Nationalmannschaft, die die 28. Austragung der Ashes beinhaltete, und wurde zwischen dem 13. Juni und 22. August 1930 ausgetragen. Die internationale Cricket-Tour war Teil der internationalen Cricket-Saison 1930 und umfasste fünf Test-Matches. Australien gewann die Serie 2–1.

## Vorgeschichte
Für beide Mannschaften war es die erste Tour der Saison.
Das letzte Aufeinandertreffen der beiden Mannschaften bei einer Tour fand in der Saison 1928/29 in Australien statt.

## Stadien
Die folgenden Stadien wurden für die Tour als Austragungsort vorgesehen.
| Stadion                     | Stadt      | Kapazität | Spiele  |
| --------------------------- | ---------- | --------- | ------- |
| Headingley Stadium          | Leeds      | 17.000    | 3. Test |
| The Oval                    | London     | 23.500    | 5. Test |
| Lord’s Cricket Ground       | London     | 30.000    | 2. Test |
| Old Trafford Cricket Ground | Manchester | 19.000    | 4. Test |
| Trent Bridge                | Nottingham | 15.350    | 1. Test |

## Kaderlisten
Die Mannschaften benannten die folgenden Kader.
| Test | Test |
| England | Australien |
| --- | --- |
| - Percy Chapman (K) - Bob Wyatt (VK) - Gubby Allen - George Duckworth (wk) - Kumar Duleepsinhji - George Geary - Tom Goddard - Wally Hammond - Patsy Hendren - Jack Hobbs - Harold Larwood - Maurice Leyland - Stan Nichols - Ian Peebles - Walter Robins - Herbert Sutcliffe - Maurice Tate - Dick Tyldesley - Jack White - Dodger Whysall - Frank Woolley | - Bill Woodfull (K) - Donald Bradman - Alan Fairfax - Clarrie Grimmett - Percy Hornibrook - Archie Jackson - Alan Kippax - Stan McCabe - Bert Oldfield (wk) - Bill Ponsford - Vic Richardson - Tim Wall - Ted a’Beckett |

## Tests

### Erster Test in Nottingham
| 13. – 17. Juni Scorecard | Nottingham | England 270 (89.4) & 302 (139.2) | – | Australien 144 (96) & 335 (93) |
|                          |            | England gewinnt mit 93 Runs      |   |                                |

England gewann den Münzwurf und entschied sich als Schlagmannschaft zu beginnen.

### Zweiter Test in London
| 27. Juni – 1. Juli Scorecard | London (Lord’s) | England 425 (128.4) & 375 (116.4) | – | Australien 729-6d (232) & 72-3 (28.2) |
|                              |                 | Australien gewinnt mit 7 Wickets  |   |                                       |

England gewann den Münzwurf und entschied sich als Schlagmannschaft zu beginnen.

### Dritter Test in Leeds
| 11. – 15. Juli Scorecard | Leeds | Australien 566 (168) | – | England 391 (175.2) & 95-3 (51.5) (f/o) |
|                          |       | Remis                |   |                                         |

Australien gewann den Münzwurf und entschied sich als Schlagmannschaft zu beginnen.

### Vierter Test in Manchester
| 25. – 29. Juli Scorecard | Manchester | Australien 345 | – | England 251-8 (108) |
|                          |            | Remis          |   |                     |

Australien gewann den Münzwurf und entschied sich als Schlagmannschaft zu beginnen.

### Fünfter Test in London
| 16. – 22. August Scorecard | London (Oval) | England 405 (171.2) & 251 (99.2)                 | – | Australien 695 (256.1) |
|                            |               | Australien gewinnt mit einem Innings und 39 Runs |   |                        |

England gewann den Münzwurf und entschied sich als Schlagmannschaft zu beginnen.